# István Donogán
István Donogán   (Senta, 13 de desembre de 1897 - Budapest, 25 de novembre de 1966) va ser un atleta hongarès, especialista en el llançament de disc, que va competir durant les dècades de 1920 i 1930.
El 1928 va prendre part en els Jocs Olímpics d'Estiu d'Amsterdam, on fou dissetè en la prova del llançament de disc del programa d'atletisme. Quatre anys més tard, als Jocs de Los Angeles, fou cinquè en la mateixa prova.
En el seu palmarès destaca una medalla de bronze en la prova del llançament de disc al Campionat d'Europa d'atletisme de 1934, rere Paul Winter i Harald Andersson; i els campionats nacionals de disc de 1931 i 1935.

## Millors marques
- Llançament de disc. 48.86 m (1934)[4]